# Змаєваць (Кнежеві Виногради)
45°47′ пн. ш. 18°48′ сх. д. / 45.79° пн. ш. 18.80° сх. д.
Змаєваць (хорв. Zmajevac) — населений пункт у Хорватії, в Осієцько-Баранській жупанії у складі громади Кнежеві Виногради.

## Населення
Населення за даними перепису 2011 року становило 853 осіб.
Динаміка чисельності населення поселення:

## Клімат
Середня річна температура становить 11,03 °C, середня максимальна – 25,33 °C, а середня мінімальна – -5,92 °C. Середня річна кількість опадів – 605 мм.
| Клімат поселення                              | Клімат поселення | Клімат поселення | Клімат поселення | Клімат поселення | Клімат поселення | Клімат поселення | Клімат поселення | Клімат поселення | Клімат поселення | Клімат поселення | Клімат поселення | Клімат поселення | Клімат поселення |
| Показник                                      | Січ.             | Лют.             | Бер.             | Квіт.            | Трав.            | Черв.            | Лип.             | Серп.            | Вер.             | Жовт.            | Лист.            | Груд.            |                  |
| Середній максимум, °C                         | 5,88             | 7,80             | 12,39            | 17,12            | 22,46            | 25,33            | 25,15            | 24,83            | 20,56            | 15,11            | 9,00             | 5,17             |                  |
| Середня температура, °C                       | 0,01             | 1,90             | 6,50             | 11,20            | 16,56            | 19,42            | 21,32            | 21,00            | 16,73            | 11,28            | 5,20             | 1,33             |                  |
| Середній мінімум, °C                          | −5,92            | −4               | 0,58             | 5,30             | 10,65            | 13,52            | 17,49            | 17,15            | 12,90            | 7,44             | 1,35             | −2,48            |                  |
| Норма опадів, мм                              | 36               | 32               | 35               | 47               | 57               | 76               | 63               | 58               | 49               | 50               | 56               | 46               |                  |
| Середньомісячна швидкість вітру, м/с          | 2.50             | 2.70             | 3.00             | 2.90             | 2.60             | 2.40             | 2.30             | 2.14             | 2.10             | 2.30             | 2.40             | 2.50             |                  |
| Середньомісячна сонячна радіація, кДж/м²·день | 4195             | 6968             | 10932            | 15573            | 19482            | 21800            | 22170            | 20038            | 14944            | 9366             | 4721             | 3451             |                  |
| --------------------------------------------- | ---------------- | ---------------- | ---------------- | ---------------- | ---------------- | ---------------- | ---------------- | ---------------- | ---------------- | ---------------- | ---------------- | ---------------- | ---------------- |
| Джерело:                                      |                  |                  |                  |                  |                  |                  |                  |                  |                  |                  |                  |                  |                  |